# Haplosphaera
Haplosphaera es un género de plantas con flores perteneciente a la familia Araliaceae.  Comprende 8 especies descritas y aceptadas.

## Taxonomía
El género fue descrito por  Heinrich R.E. Handel-Mazzetti y publicado en Anzeiger der Akademie der Wissenschaften in Wien. Mathematische-naturwissenschaftliche Klasse. Vienna. 57: 143. 1920. La especie tipo es: Haplosphaera phaea Hand.-Mazz.

## Especies seleccionadas
A continuación se brinda un listado de las especies del género Haplosphaera pendientes de ser aceptadas hasta julio de 2013, ordenadas alfabéticamente. Para cada una se indica el nombre binomial seguido del autor, abreviado según las convenciones y usos.
- Haplosphaera himalayensis Ludlow
- Haplosphaera phaea Hand.-Mazz.